# 交通事故鑑定人
交通事故鑑定人（こうつうじこかんていにん）とは、第三者から依頼を受け、交通事故の原因究明や解明されていない対象事故の一定部分に対して、自身のキャリアや学識経験に基づいて専門的意見を述べる人物を総称して交通事故鑑定人と呼ばれている。

## 社会的責務
刑事裁判・民事裁判の交通事故裁判において裁判官が法廷で裁定するために必要と考えられる科学的情報を補うこと。

## 交通事故鑑定人の作成する書面
鑑定人が作成する書面には、鑑定書・調査報告・意見書・所見書等がある。それぞれの目的に応じて、概ね以下の分類が可能である。

- 調査報告

対象事故に於いて、事故概要の把握と証拠保全を目し作成される報告書。この書面は必ずしも鑑定人が作成するものではなく、事故調査員などの作成する場合もある。あくまでも客観的事実の記録が目的であり、事故に対すして鑑定人自身の識見に基づく見解などは原則含まれない。
- 所見書

対象事故の一定部分もしくは事故の概要に対して、鑑定人自身の識見に基づく所見を述べた書面。主に鑑定や意見書作成の前段階として、問題点の抽出等に使用される。
- 意見書

対象事故の一定の事実に対し、鑑定人自身の識見に基づく意見を求められた際に作成する書面。
- 鑑定書

対象事故の一定の事実に対し、鑑定人自身の識見に基づく判断を述べる書面。
それぞれの書面に於いて異なる目的があり、同じものではないにもかかわらず、これらが混同されている傾向がある。事故当事者等の一般人からの求めに対して鑑定人が作成するのは、調査報告・所見書までである。
意見書・鑑定書については、専門性が高いことから、よほどの事情がなければ、事故当事者等の一般人からの求めに対して作成することはない。意見書や鑑定書は、専ら裁判所・検察・警察もしくは、弁護士からの依頼に基づき作成される。

## 自称交通事故鑑定人によるトラブル
交通事故鑑定人は、国家資格ではないうえに鑑定能力を測る基準もないため、誰でも自称することができる。それゆえ、工業大学出身・法律事務所出身者・ジャーナリスト経験者・自動車メーカー出身・保険会社アジャスターOB・医療従事者など出自は多岐に渡り、自称交通事故鑑定人によるトラブルや被害が多発している。
2001年には、テレビや雑誌にたびたび登場していた自称交通事故鑑定人が、「司法試験合格、米国で理学博士、警察の研究所に所属」と経歴を詐称していたことが判明し、鑑定をしていないのに複数の遺族から鑑定料を騙し取ったとして逮捕・起訴された例もある（翌年懲役3年6月の実刑判決）。

## 欧米での交通事故鑑定人の地位
欧米では職能は認知されているが、日本では法整備が遅れている。刑事裁判・民事裁判双方において、交通事故発生の模様・傷害発生のメカニカルプロセスを明らかにする存在として脚光を浴びている。